# St. Blasius und Martinus (Saarwellingen)

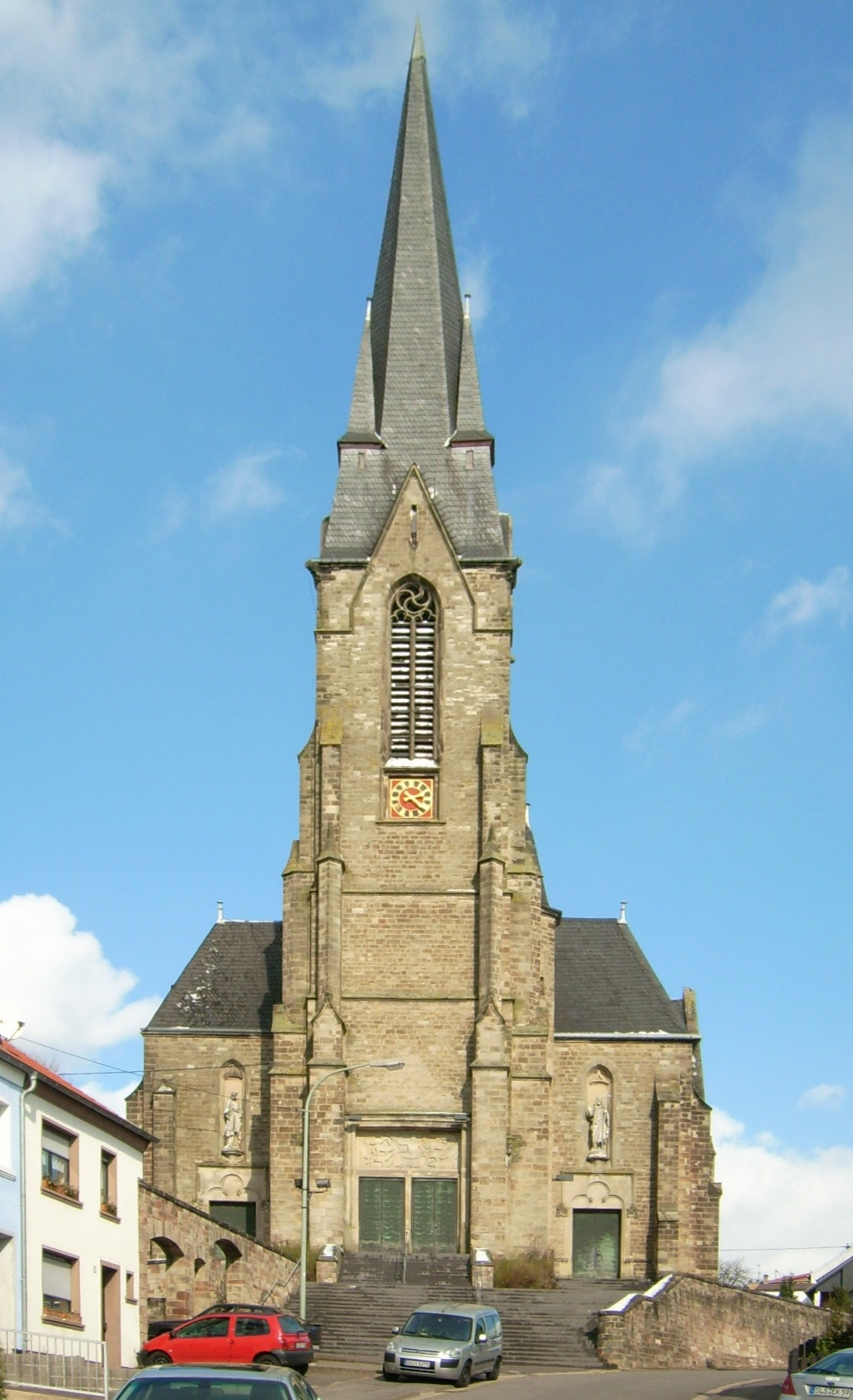
St. Blasius und Martinus

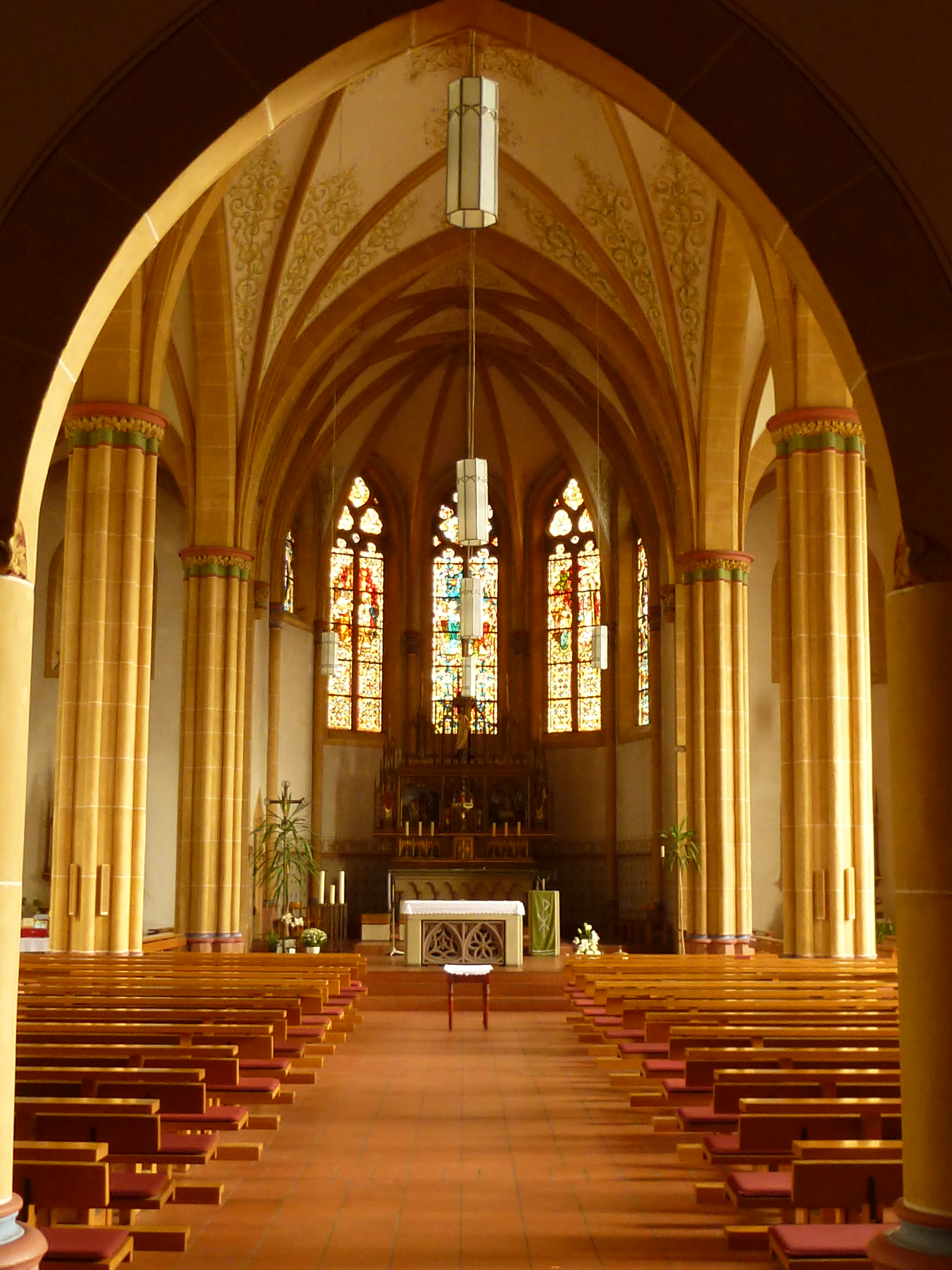
Blick ins Innere der Kirche

St. Blasius und Martinus ist das Patrozinium einer Pfarrei und einer Pfarrkirche im saarländischen Saarwellingen. Die Pfarrei gehört zur Diözese Trier und ist seit dem 1. September 2011 Sitz der Pfarreiengemeinschaft Saarwellingen. Patroziniumstag der Kirche ist der Gedenktag des heiligen Nothelfers Blasius von Sebaste am 3. Februar. Der zweite Patroziniumstag ist der Gedenktag des heiligen Martin von Tours am 11. November (Martinstag).

## Pfarrei

### Geschichte
Die erste schriftliche Erwähnung der Pfarrei datiert ins Jahr 953. In einer Liste der zur Wallfahrt nach Mettlach verpflichteten Pfarreien des Erzbischofs Ruotbert von Trier (931–956) erscheint auch Saarwellingen, damals noch unter dem Namen Wellingen bzw. auf Latein Vailingua.
Das Martinspatrozinium weist allerdings auf ein höheres Alter der Pfarrei hin, während der heutige Hauptpatron Blasius von Sebaste erst später dazukam.
Nach verschiedenen Gebietsveränderungen in den vergangenen Jahren (vor allem zum 1. September 2007) zählt die Pfarrei heute etwa 5500 Katholiken.
Zum Gebiet der Pfarrei gehört auch ein Großteil des Gebietes der früheren Pfarrei St. Pius Saarwellingen. Die ehemalige Pfarrkirche dieser Pfarrei ist heute eine Filialkirche der Pfarrei St. Blasius und Martinus.
Zum 1. September 2011 errichtete der Bischof von Trier die Pfarreiengemeinschaft Saarwellingen, zu der neben der Pfarrei St. Blasius und Martinus mit ihrer Filialgemeinde St. Pius auch die Saarwellinger Pfarreien St. Bartholomäus und St. Marien mit der Filialgemeinde Maria Königin gehören. Dienstsitz des Pfarrers ist St. Blasius und Martinus.

### Seelsorger
- NN, Pfarrer (derzeit vakant)
- Johannes Cavelius, Kaplan

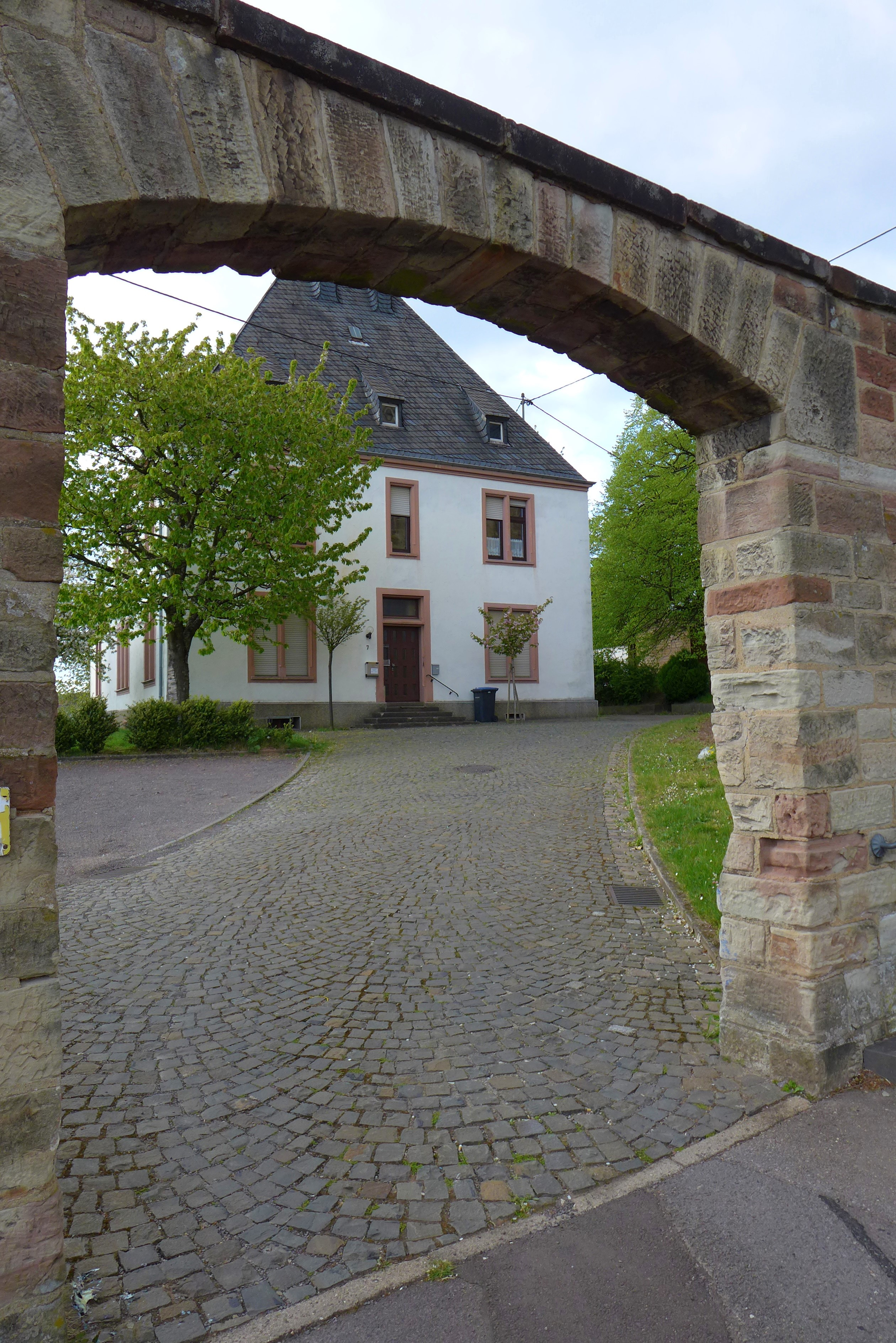
St. Blasius und Martinus (Saarwellingen), Pfarrhaus

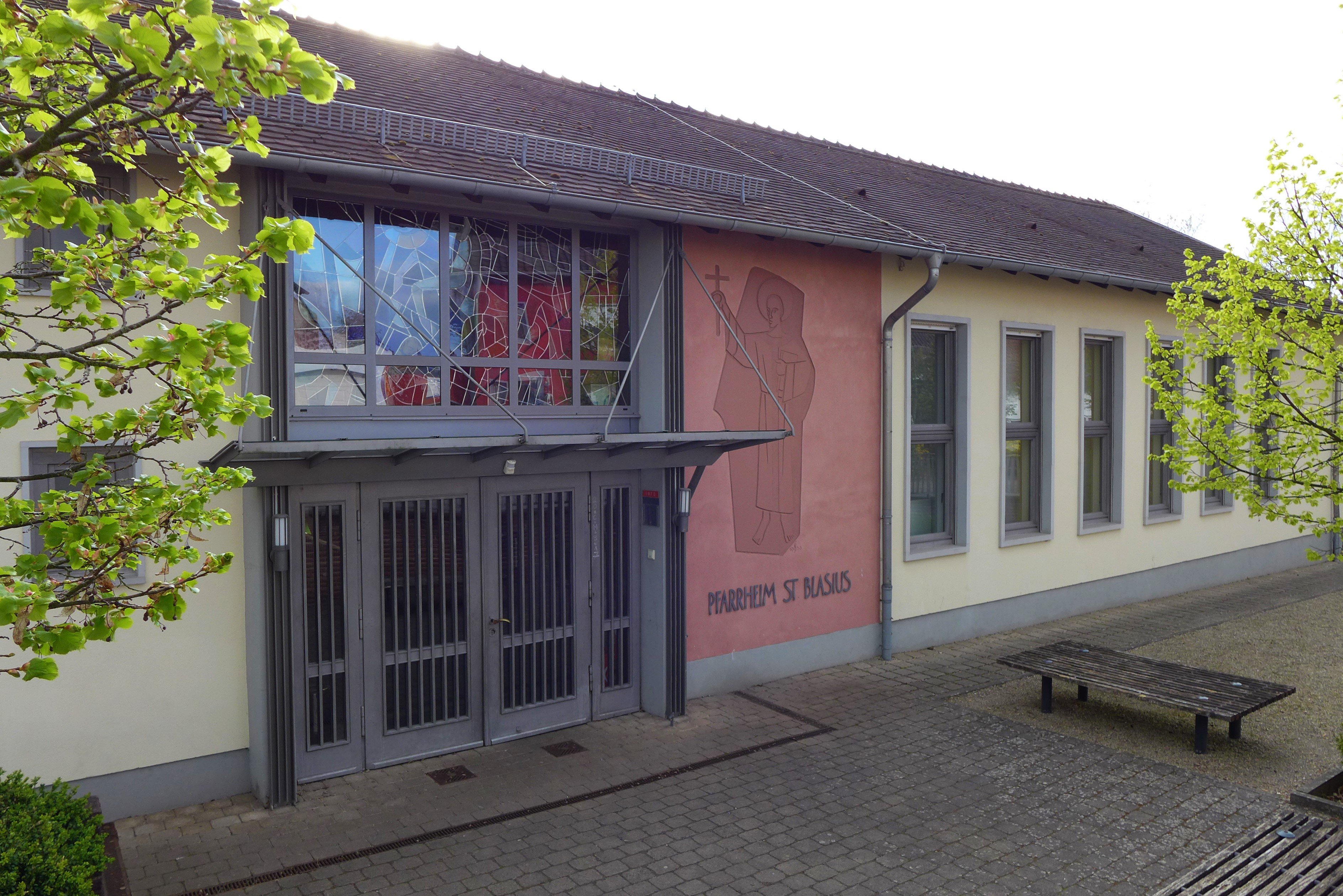
St. Blasius und Martinus (Saarwellingen), Pfarrheim

- Carolin Herrlinger, Gemeindereferentin
- Stefanie Kallenborn, Gemeindereferentin
- Jeffrey Merker, Gemeindereferent

## Pfarrkirche

### Architektur

#### Äußeres
Der Vorgängerbau der heutigen neogotischen Pfarrkirche war ein kleiner dreiachsiger Saalbau aus dem 18. Jahrhundert mit eingezogenem, dreiseitig schließendem Chor und einem vorgestellten Westturm mit hohem Knickhelm auf rechteckigem Grundriss. Ende des 19. Jahrhunderts war der Bau in einem schlechten Zustand und reichte für die durch die Industrialisierung angewachsene Bevölkerung Saarwellingens nicht mehr aus.
Zunächst beauftragte man im August 1896 den Saarlouiser Kreisbaumeister Hermann Ballenberg mit den Planungen zur Erstellung eines neuen Kirchenbaues, dann übergab man jedoch dem Trierer Architekten Ernst Brand die Aufgabe. Brands Kostenvoranschlag belief sich auf 110.000 Mark. Am 8. September 1897 wurde der Bauplan durch das Trierer bischöfliche Generalvikariat genehmigt. Die staatlichen Behörden stimmten dem mit dem Hinweis auf kostensparende Änderungen anschließend ebenfalls zu. Diese planerischen Modifikationen sahen eine Verkleinerung des Kircheninneren und den Verzicht auf die Orgelempore vor. Darüber hinaus sollte der Turm vorerst nur mit einem Notdach eingedeckt werden und der vom Architekten vorgesehene Eifelsandstein musste durch Sandstein aus benachbarten Steinbrüchen ersetzt werden. Die Baugewerke wurden am 8. Mai 1898 vergeben. Der Bau wurde durch den Saarbrücker Bauunternehmer Johann Georg Rau erstellt.
Die feierliche Grundsteinlegung wurde am 24. Juli 1898 begangen. Bereits am 27. Mai 1900 feierte man die Konsekration des Gotteshauses durch den Trierer Bischof Michael Felix Korum. Daraufhin riss man im Jahr 1901 die barocke Vorgängerkirche ab und legte an ihrer Stelle einen Friedhof an.
Der Bau ist als dreischiffige Stufenhalle mit kleinem, fluchtendem Nordwestquerschiff und ausladendem Südostquerschiff gestaltet. Die Nebenchöre schließen flach und öffnen sich zu Chor und Querschiff. Die Apsis mit 5/8-Schluss ist nach Nordosten ausgerichtet. Der 62,10 m hohe Turm mit begleitendem Treppenturm befindet sich vor dem Mittelschiff im Südwesten des Baues. Er gilt als der höchste Kirchturm des Umlandes.
Die Kirche wurde aus hellockerfarbenem Sandstein errichtet. Die Eingangsseite gliedert sich in den Kirchturm und flankierende Querschiffarme mit Seitenportalen und erhöhtem Walmdach. Den von Gesimsen mehrfach unterteilten Turm umgeben abgetreppte Strebepfeiler. Das hohe Glockengeschoss öffnet sich in drei spitzbogigen Schallarkaden mit zweibahnigem neospätgotischem Maßwerk und jeweils einem quadratischen Zifferblatt darunter. An allen vier Turmseiten erheben sich Spitzgiebel, die in die Helmzone übergehen. Die Turmecken werden durch vier Wasserspeier betont. Der verschieferte Helm steigt zunächst als steile Pyramide empor, bildet vier Ecktürmchen mit spitzen Knickhelmen aus, um dann in ein sich verjüngendes Achteck überzugehen.
Die Bauzier beschränkt sich auf die Seitenportale. Diese werden jeweils durch ein rechteckiges Tympanon mit Blenddreipass, Blüten und blattverzierten Schmucksteinen bekrönt. Darüber erheben sich in spitzbogigen Nischen mit neospätgotischem Maßwerk auf Konsolen überlebensgroße Statuen der Jungfrau Maria (links) und des heiligen Johannes des Täufers (rechts). Der mittlere Doppeleingang erhielt im Jahr 1953 ein Tympanonrechteck mit der Darstellung des „Guten Hirten“. Bis dahin hatte sich hier ein im Zweiten Weltkrieg beschädigtes neospätgotisches Maßwerkbogenfeld mit Wimperg befunden.
Die flacher geneigten Pultdächer der Seitenschiffe schließen an das hohe Satteldach des Mittelschiffes an. Die Firstlinie des Mittelschiffes zieht sich bis zum Chor durch. Die Querschiffe setzen mit ihrem First etwas niedriger an. Die Außenwände der Seitenschiffe und die der Apsis sind durch Strebepfeiler und Spitzbogenfenster gegliedert. Die Kirchenfenster weisen zweibahniges Maßwerk mit Kleeblattbögen und neospätgotischem Maßwerk auf. An der Stirnseite des Südostquerschiffes werden die beiden Spitzbogenfenster und ein darüber sich befindliches kleines Rosenfenster von einem großen Blendbogen zusammengefasst. Das darunter befindliche Seitenportal besteht aus einem Vorbau mit spitzem Giebel. Der Giebel des Querschiffes ist mit einer Dreiergruppe aus schmalen Lanzettenfenstern geschmückt.
Durch ein bergbaubedingtes Erdbeben am 23. Februar 2008 wurde die Pfarrkirche in Saarwellingen in Mitleidenschaft gezogen. Aus dem vorderen Giebel des Kirchturms brachen etliche Steine heraus und stürzten auf die Kirchentreppe. Die Seitengiebel des Turms lockerten sich. Im Inneren der Kirche traten nach den vorausgegangenen Beben weitere Risse auf.

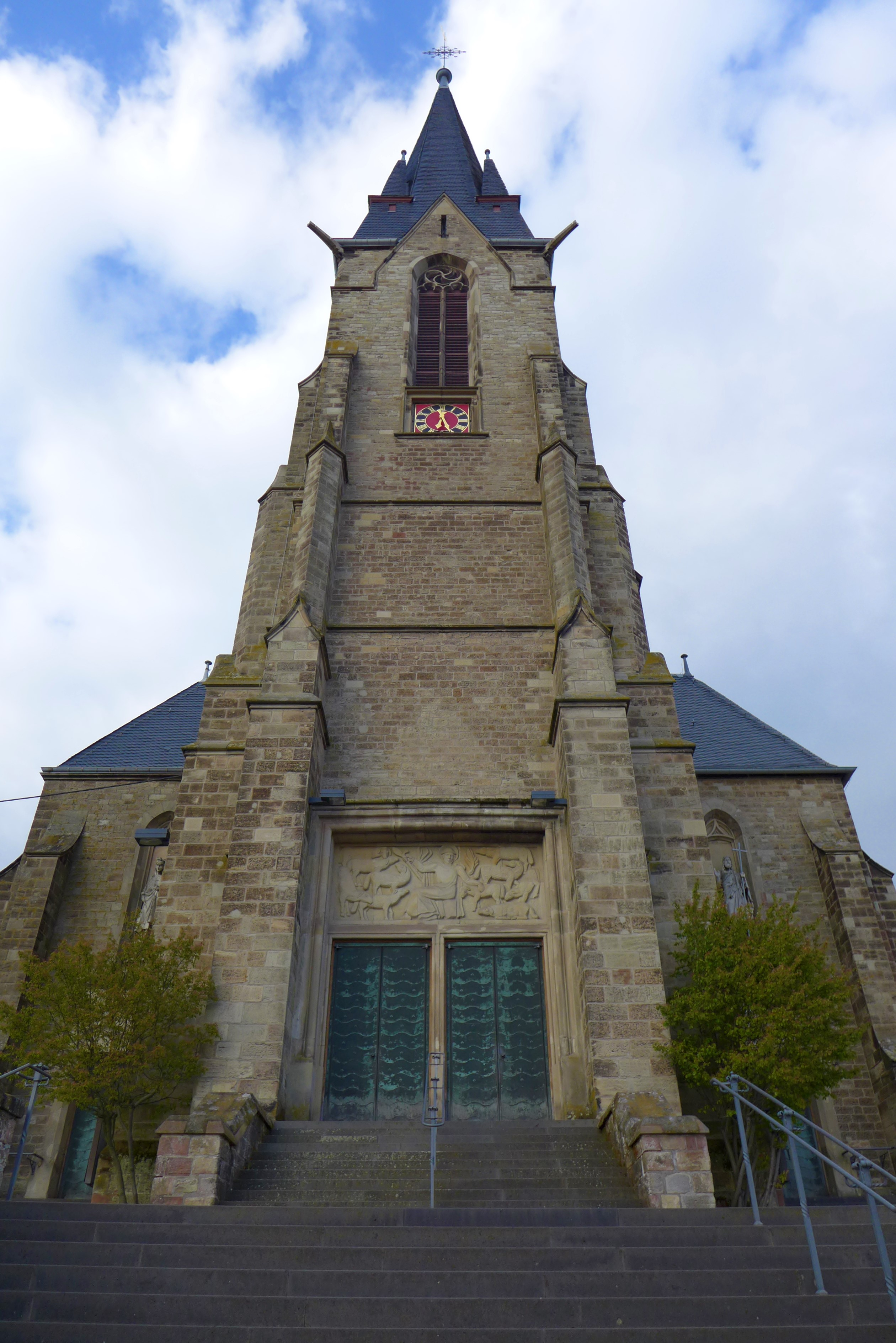
Turmfront
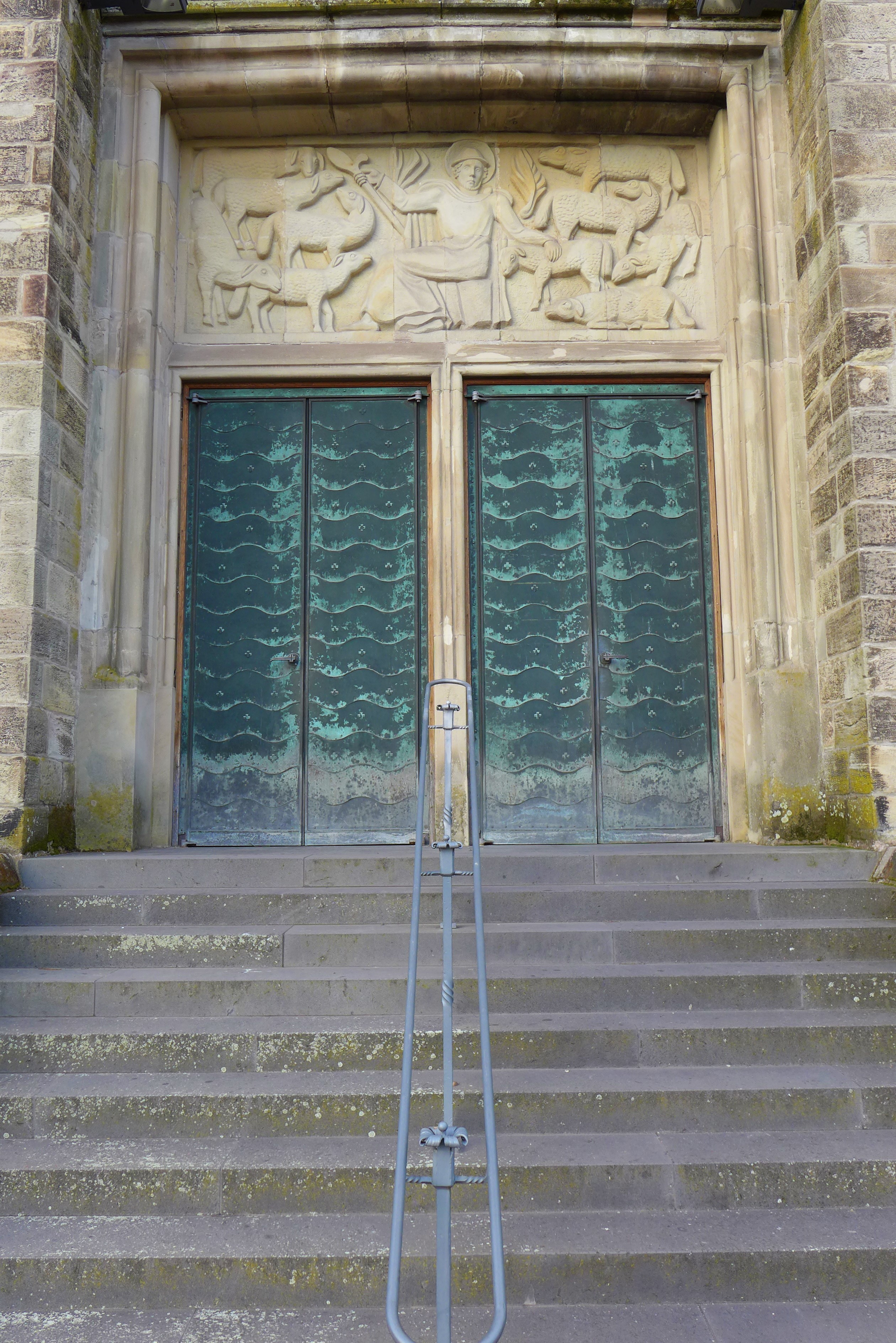
Turmportal mit dem Relief des Guten Hirten von 1953
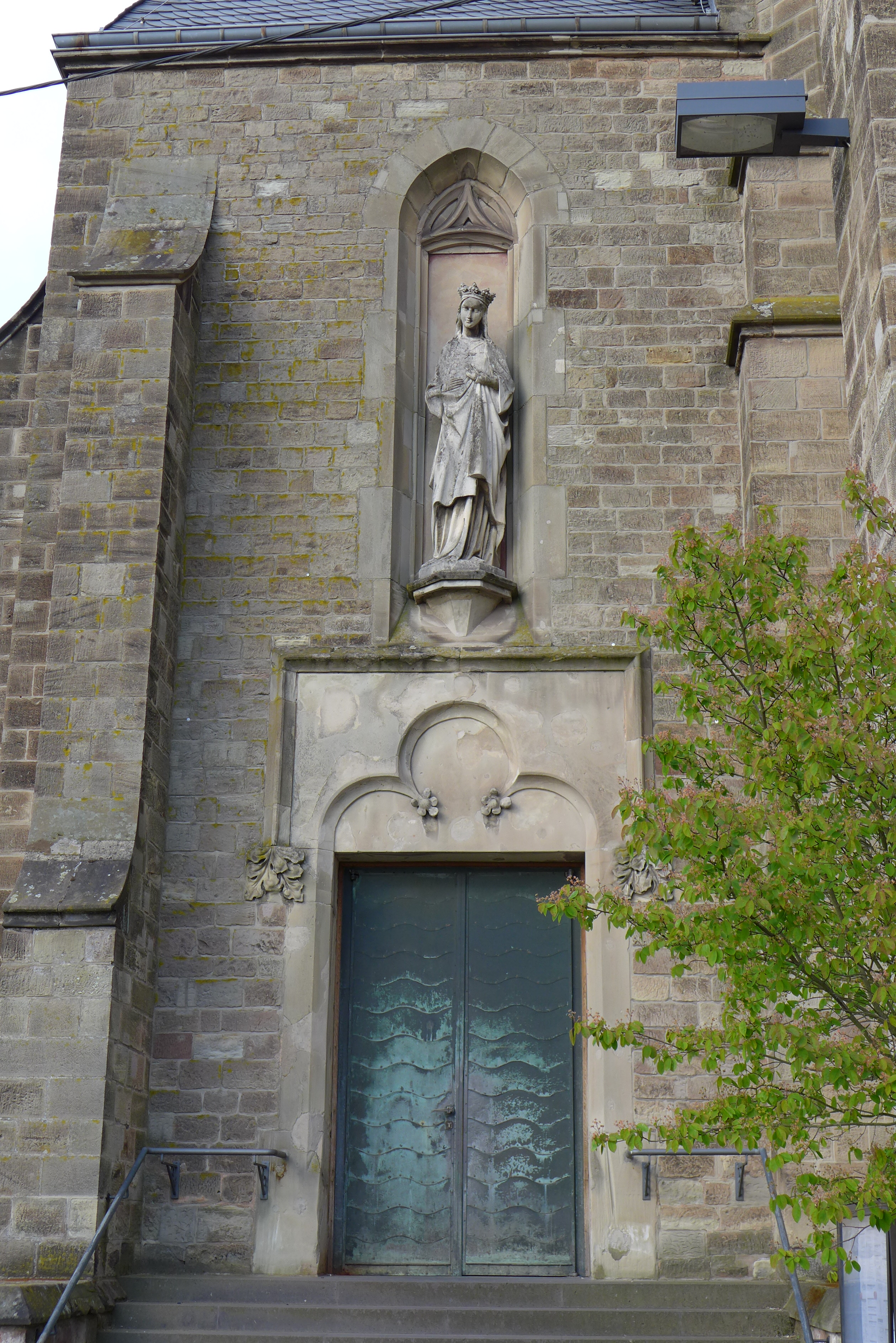
Seitenportal mit Marienstatue
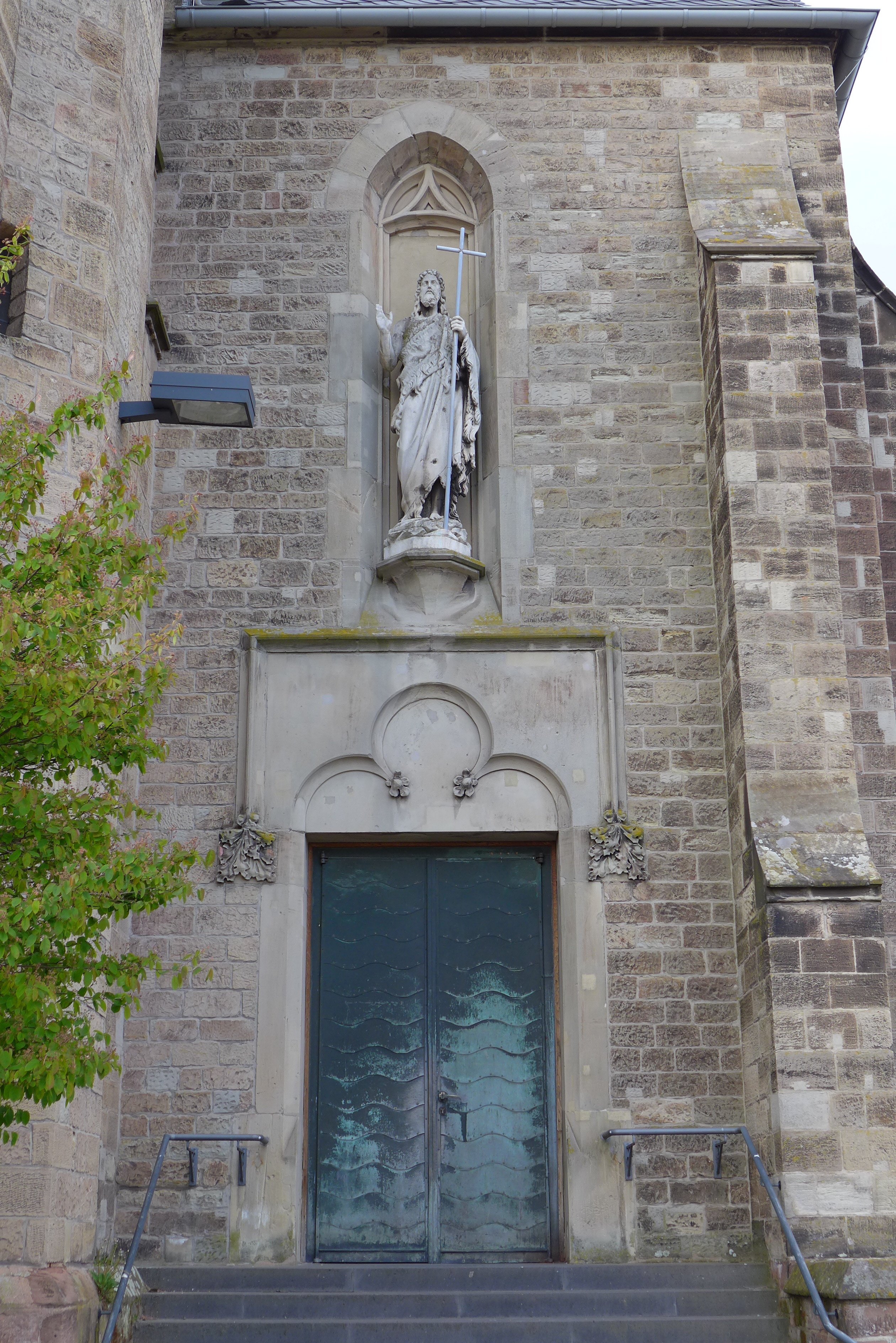
Seitenportal mit der Statue Johannes des Täufers
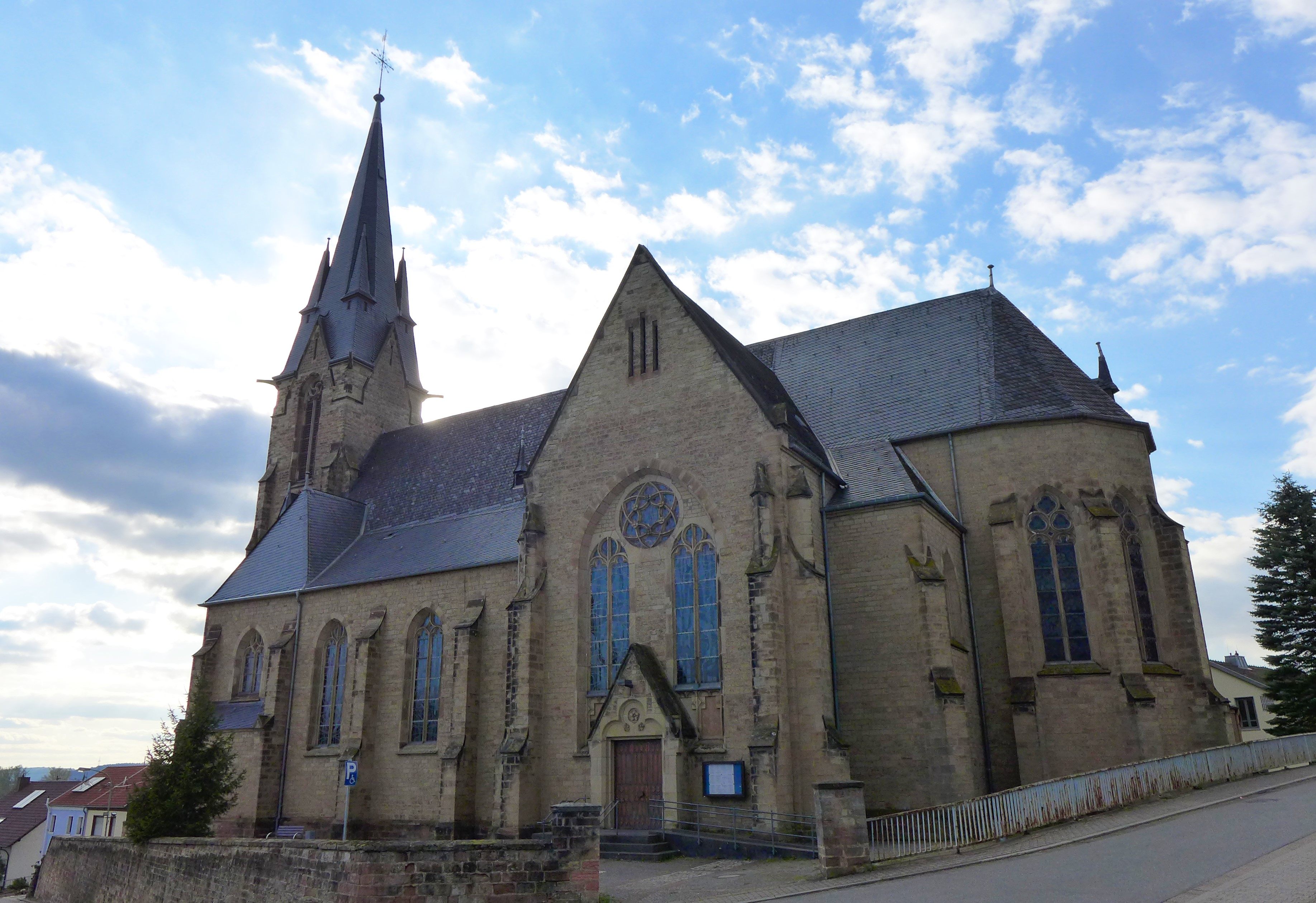
Seitenansicht
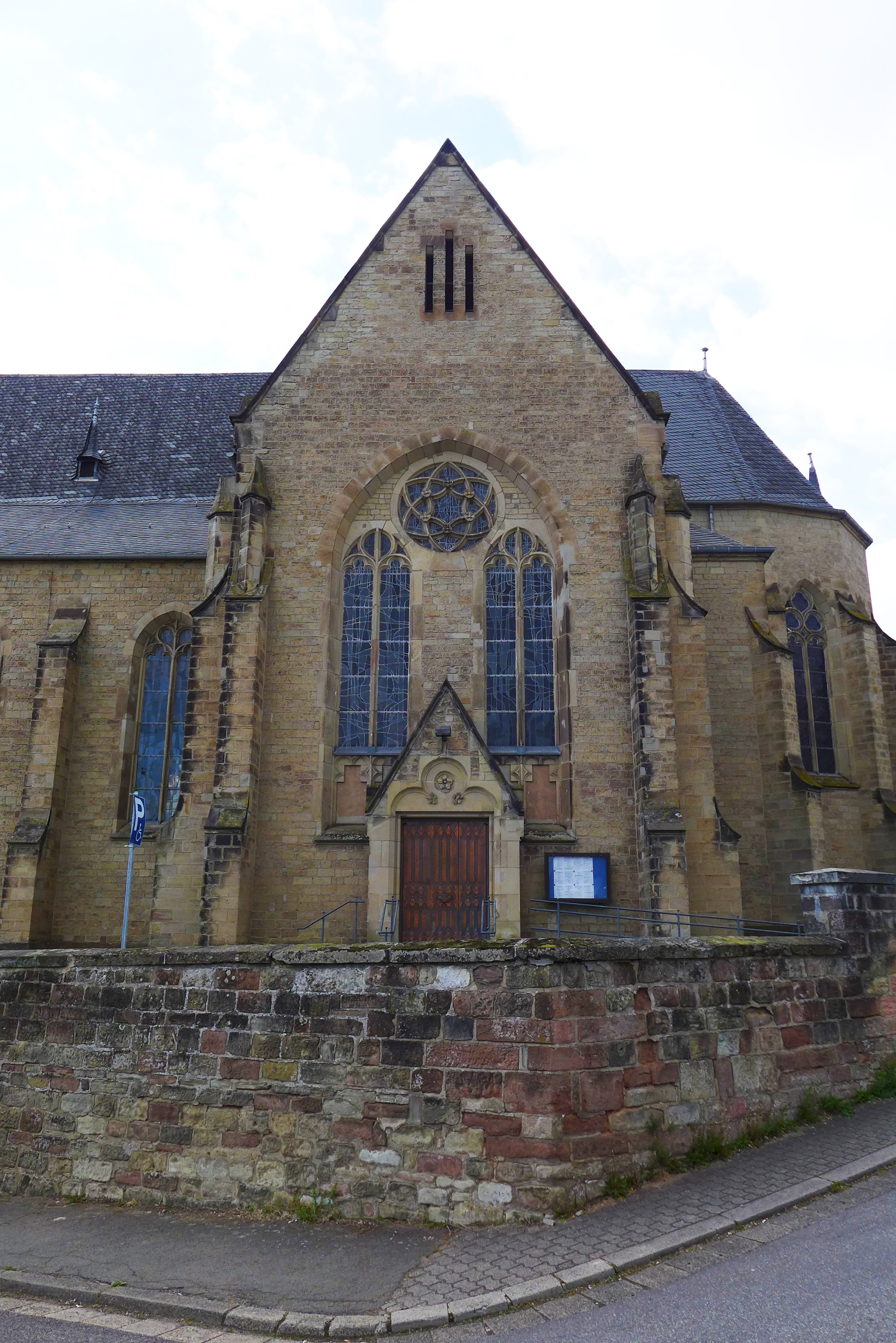
Querschiff
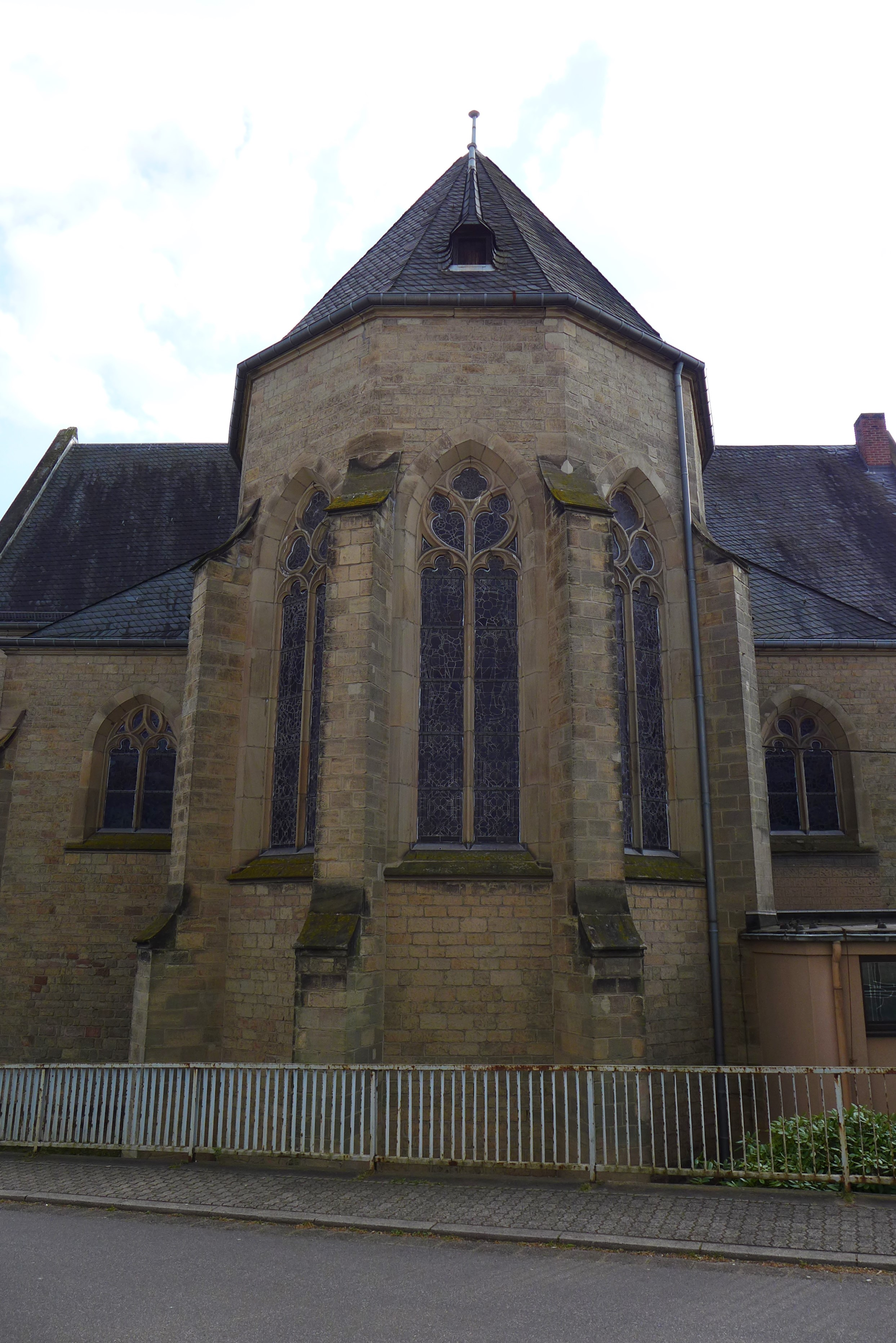
Apsis
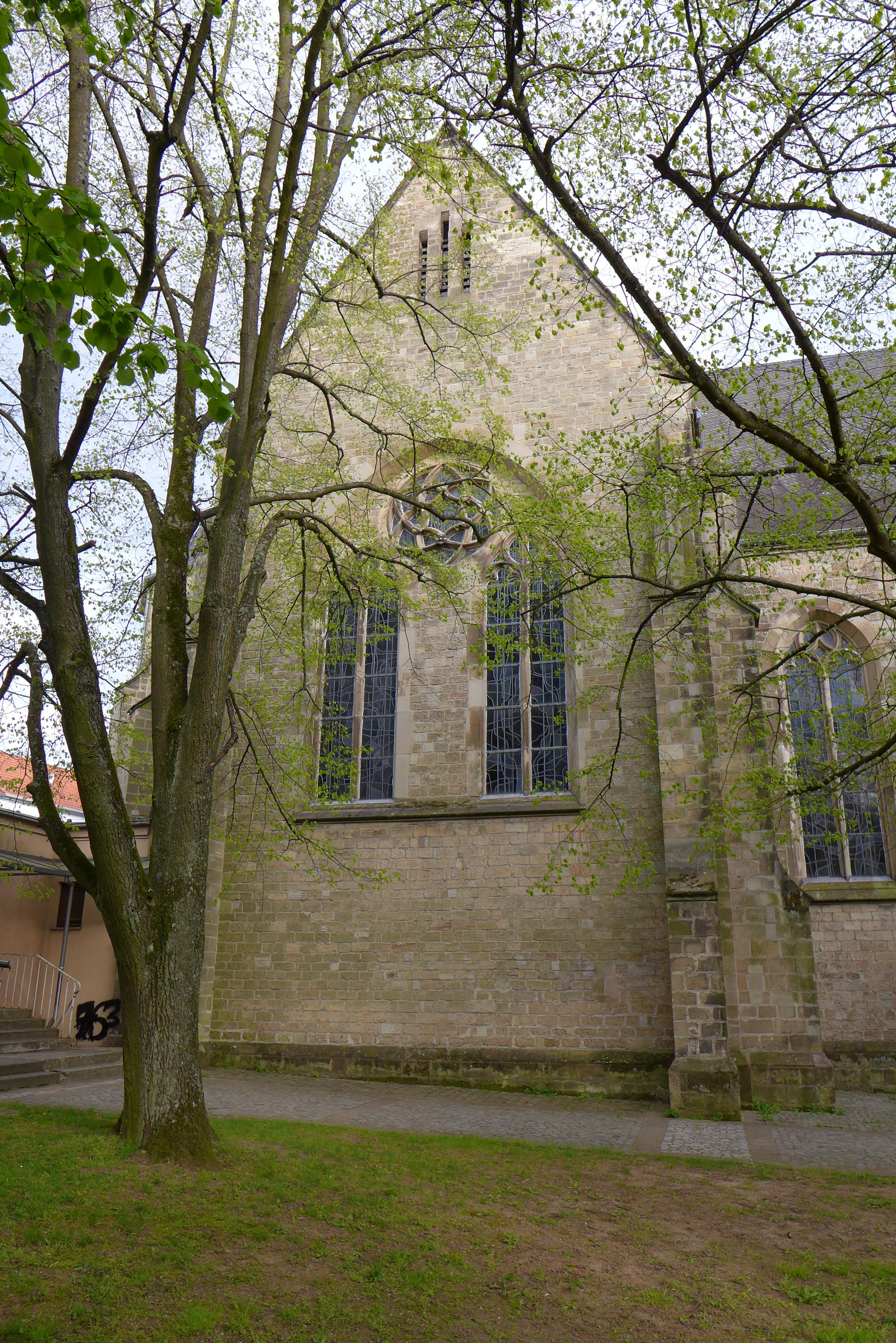
Querschiff

#### Inneres
Die drei Kirchenschiffe unterteilen sich in vier Joche. Während die Scheidbögen abgefasste Ecken aufweisen, sind die Gurtbögen mit Kehle und Rundstabprofilen geschmückt. Die Gurtbögen und Rippen der Seitenschiffe enden auf Konsolen in der Kämpferzone. Die Fenster sind von flachen Lisenen und Schildbögen flankiert. Die Joche sind kreuzrippengewölbt. Die Vierung wird durch Bündelpfeiler betont. Diese bestehen aus einem Rundschaft, der von acht Rundpfeilern umstanden wird. Über der Vierung erhebt sich ein Sterngewölbe. Kämpfer und Konsolen weisen Bauzier aus Kastanien-, Eichen, und Weinblättern auf.
Die Apsis beherbergt den Hochaltar mit Tabernakel, während der Zelebrationsaltar infolge der Liturgiereform des Zweiten Vatikanischen Konzils in der Vierung zwischen Lang- und Querhaus aufgestellt wurde. Im Westen erstreckt sich über die gesamte Raumbreite die Empore für Orgel und Kirchenchor. Die Orgelempore weist in den Seitenschiffen jeweils einen Rundbogen und im Mittelschiff drei Spitzbögen auf.

### Orgel

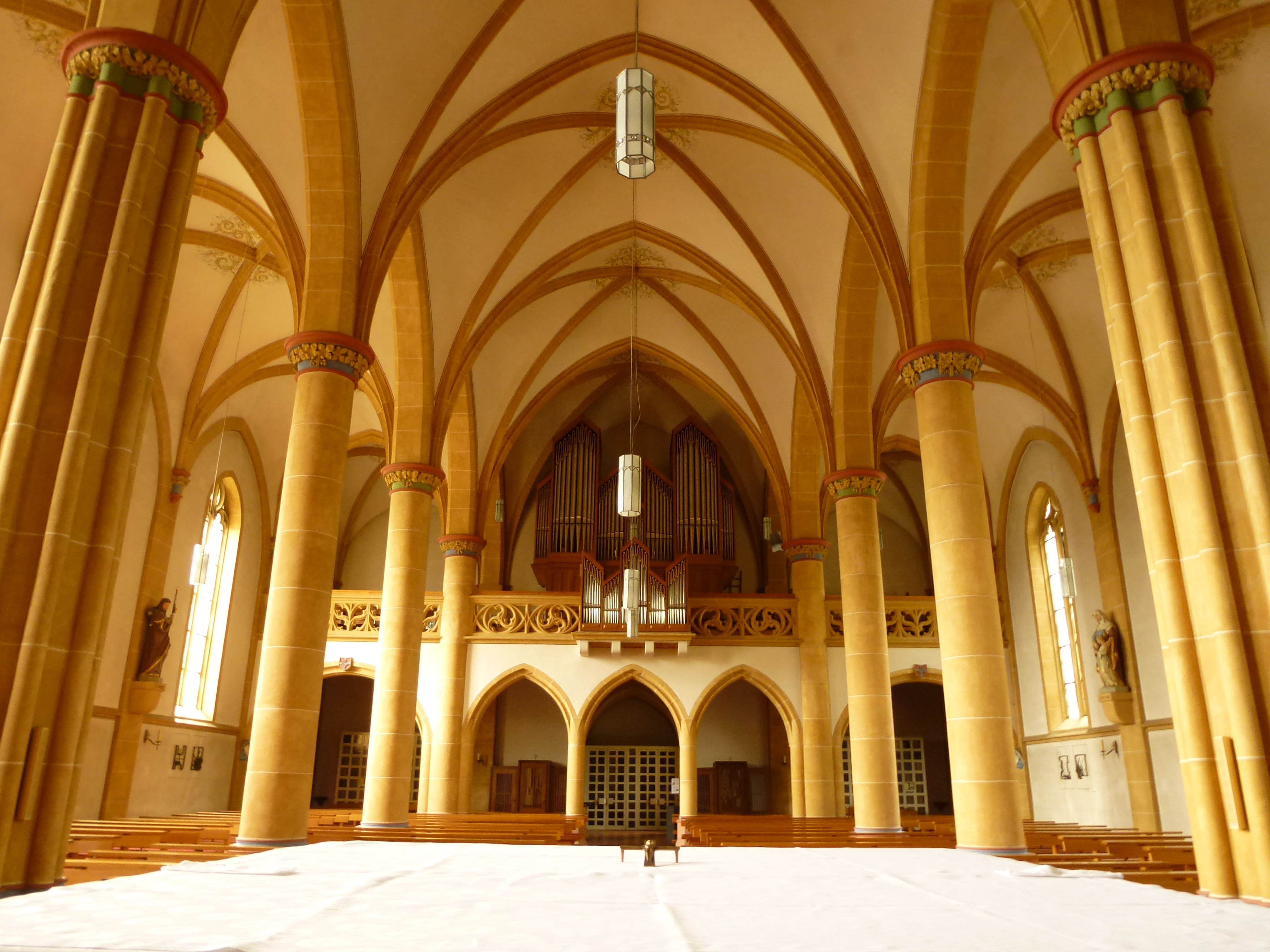
Blick vom Altar zur Walckerorgel

Die heutige Orgel der Blasiuskirche wurde 1995 von der Orgelbaufirma Eberhard Friedrich Walcker erbaut, unter Wiederverwendung von Material aus zwei Vorgängerorgeln: zum einen einer Orgel aus dem Jahr 1903, erbaut von dem Orgelbauer Gerhardt (Boppard am Rhein), sowie einer Orgel aus dem Jahr 1953, die von der Orgelbaufirma Haerpfer & Erman  (Boulay-Moselle) erbaut worden war.
Die heutige Orgel wurde am Palmsonntag 1995 durch den Freiburger Domorganisten Ludwig Doerr eingespielt und durch Albert André geweiht. An der Planung des Umbaus war maßgeblich der damalige Kantor an St. Blasius, Johannes Racke, beteiligt. Das Instrument hat 43 Register, verteilt auf drei Manuale und Pedal. Auffällig ist der im deutschen Sprachraum relativ hohe Anteil an Zungenstimmen von zehn Registern bei insgesamt 43 Registern.
| I Rückpositiv C–a3 |               |       |   |
| 1.                 | Holzgedackt   | 8′    |   |
| 2.                 | Quintade      | 8′    | * |
| 3.                 | Prinzipal (P) | 4′    |   |
| 4.                 | Rohrflöte     | 4′    | * |
| 5.                 | Schwiegel     | 2′    | * |
| 6.                 | Nasard        | 1 ⁄3′ | * |
| 7.                 | Zimbel IV     |       | * |
| 8.                 | Krummhorn     | 8′    | * |
| 9.                 | Regal         | 4′    | * |
|                    | Tremulant     |       |   |

| II Hauptwerk C–a3 |               |       |   |
| 10.               | Bourdon       | 16′   | * |
| 11.               | Prinzipal (P) | 8′    |   |
| 12.               | Gedeckt       | 8′    | * |
| 13.               | Oktave        | 4′    | * |
| 14.               | Flöte         | 4′    | * |
| 15.               | Quinte        | 2 ⁄3′ | * |
| 16.               | Superoktave   | 2′    | * |
| 17.               | Kornett V     |       | * |
| 18.               | Mixtur IV–VI  |       | * |
| 19.               | Trompete      | 8′    | * |

| III Schwellwerk C–a3 |                      |        |   |
| 20.                  | Hohlflöte            | 8′     | * |
| 21.                  | Salicional           | 8′     | * |
| 22.                  | Schwebung            | 8′     |   |
| 23.                  | Prinzipal            | 4′     | * |
| 24.                  | Gemshorn             | 4′     | * |
| 25.                  | Blockflöte           | 2′     | * |
| 26.                  | Terz                 | 1 3⁄5′ | * |
| 27.                  | Sifflöte             | 1′     | * |
| 28.                  | Scharff V            |        | * |
| 29.                  | Fagott               | 16′    | * |
| 30.                  | Trompette harmonique | 8′     | * |
| 31.                  | Oboe                 | 8′     |   |
| 32.                  | Clairon              | 4′     | * |
|                      | Tremulant            |        |   |

| Pedal C–g1 |                |         |   |
| 33.        | Prinzipal      | 16′     | * |
| 34.        | Subbaß         | 16′     | * |
| 35.        | Quintbaß       | 10 2⁄3′ |   |
| 36.        | Oktavbaß (P)   | 8′      |   |
| 37.        | Baßflöte       | 8′      | * |
| 38.        | Choralbaß      | 4′      | * |
| 39.        | Flachflöte     | 4′      | * |
| 40.        | Rauschpfeife V |         | * |
| 41.        | Posaune        | 16′     | * |
| 42.        | Trompete       | 8′      |   |
| 43.        | Clairon        | 4′      |   |

- Koppeln: I/II, III/II, III/I; SuperIII/II, SubIII/II, SuperII, SubII; I/P, II/P, III/P; SuperII/P, SuperIII/P.
- Spielhilfen: 9000-fache Setzeranlage, Sequenzer, Crescendowalze.
- Zymbelstern.
- Anmerkungen

(P) = Prospektregister
* = Register aus der Vorgängerorgel

### Geläute
Das Geläute umfasst vier Bronzeglocken aus dem Jahr 1951. Sie wurden von der Glockengießerei Mabilon in Saarburg gegossen. Ihr Guss war notwendig geworden, da die früheren Geläute während der beiden Weltkriege vom Staat konfisziert und für Rüstungszwecke eingeschmolzen worden waren.
Das Vollgeläute ist an Sonntagen (außerhalb des Advents und der Fastenzeit) und an Hochfesten ab fünfzehn Minuten vor Beginn der Gottesdienste zu hören, Teilgeläute erklingen an Werktagen und zu sonstigen Anlässen. Für Einzelgeläute werden fast ausnahmslos die Blasiusglocke und die Marienglocke eingesetzt, nämlich zum sog. Erstläuten dreißig Minuten vor Eucharistiefeiern. Die Blasiusglocke wird zudem als Totenglocke beim Tod eines Gemeindemitglieds und beim Friedhofsgang einzeln geläutet und die Marienglocke als Betglocke täglich dreimal um 6h, 12h und 18h außer am Karfreitag und Karsamstag. Das Einläuten von Sonntagen und Hochfesten am Vorabend wird momentan nicht mehr praktiziert.
| Nr. | Nominal | Name     | Gewicht | Gussjahr | Glockengießer |
| --- | ------- | -------- | ------- | -------- | ------------- |
| 1   | d1      | Blasius  | 34 Ztr. | 1951     | Mabilon       |
| 2   | e1      | Martinus | 26 Ztr. | 1951     | Mabilon       |
| 3   | fis1    | Maria    | 15 Ztr. | 1951     | Mabilon       |
| 4   | a1      | Barbara  | 10 Ztr. | 1951     | Mabilon       |

## Belege
1. ↑  Errichtungsurkunde der Pfarreiengemeinschaft (Memento vom 30. September 2013 im Webarchiv archive.today)
2. 1 2  Kristine Marschall: Sakralbauwerke des Klassizismus und des Historismus im Saarland (= Veröffentlichungen des Instituts für Landeskunde im Saarland, Bd. 40), Saarbrücken 2002, S. 215, S. 329–330, 568 und 629.
3. ↑  RAG Deutsche Steinkohle hat Informations- und Beratungsstelle in Reisbach eröffnet. (Memento vom 1. Januar 2017 im Internet Archive), abgerufen am 24. Dezember 2016.

Koordinaten: 49° 21′ 15,6″ N, 6° 48′ 34,4″ O